# 張興 (唐朝)
张兴（？—756年），束鹿（今河北省辛集市）人，唐朝军事人物。
张兴身高七尺，一顿饭吃斗米，肉十斤。张兴勇猛矫捷而善辩，为饶阳的裨将。安禄山造反，攻打饶阳。张兴充分论说祸福，劝说敌人，守城经年，众心更加稳定。沧州、赵州已被攻下，史思明引军逼城，张兴穿甲持陌刀重十五斤上城。叛将将要入城，张兴一举刀，杀死数人，敌军被震慑。

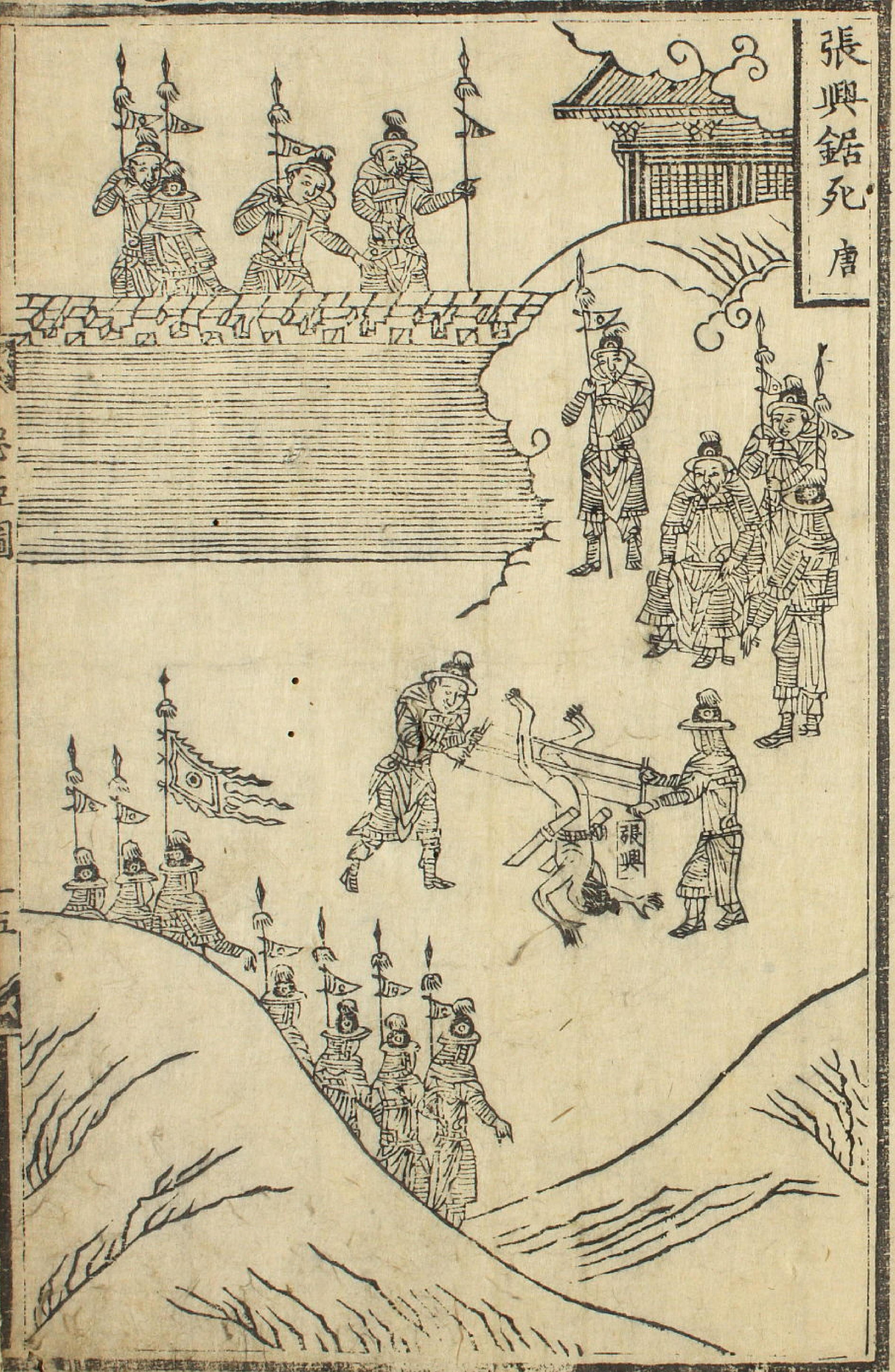
張興鋸死

城破，史思明把他绑到马前，对他说：“将军壮士，能屈节归降，当受高爵。”他回答：“昔日严颜一巴郡将，犹不降张飞。我大郡之将，怎能委身逆贼？今日幸得一死，但愿以一言告诫。”史思明问他：“说什么？”张兴说：“天子待安禄山就像儿子，现在他造反。大丈夫不能为国除奸，反在他手下，为何？”史思明说：“将军不看天道吗？我上起兵二十万，直取洛阳，天下大定。以偏师叩函谷关，守将反绑归降，唐肯定要灭亡。”张兴说：“桀、纣、秦、隋用尽民力，与天下结怨，所以商、周、汉、唐因得以取而代之，获有神器。现在皇帝没有失德，安禄山没有商、周、汉、唐的帝王贤明，只是苟延岁月，终被擒获。”史思明大怒，用锯将他肢解。将要死去，大骂：“我还能聚集被杀害的死兵击败贼众！”军中对他凛然动容。